# 皮埃尔·贝塞尔
皮埃尔·贝齐耶（1910年9月1日—1999年11月25日），法国工程师，是实体造型、几何模型和物理模型领域的奠定者之一。作为雷诺公司的一名工程师，他曾引领了设计和制造业的转型，将它们从单纯使用数学和计算工具带向了计算机辅助设计和三维模型。他发明的贝塞尔曲线和贝塞尔曲面现今被广泛使用在计算机辅助设计和计算机图形学系统中。

## 生平
出生于法国巴黎，他的父辈和祖辈都是工程师。他于1930年获得了法国国立高等工程技术学校的机械工程学位，并又在1931年从高等电力学院获得了电子工程学位。1977年，他获得了巴黎第六大学的数学博士学位，并主要贡献在多项式参数曲线和其向量系数的研究上。1968至1979年他在法国国家工艺美术学院担任生产工程学教授。
经其家人同意，实体造型协会2007年设立了“皮埃尔·贝齐耶实体、几何和物理模型奖”奖项。